# Harry Droog
Henricus Antonius „Harry” Droog (ur. 17 grudnia 1944 w Beemster) – holenderski wioślarz, srebrny medalista olimpijski.

## Kariera
Wystąpił na igrzyskach olimpijskich w Meksyku w 1968, gdzie wspólnie z Leendertem van Disem zdobył srebrny medal w dwójkach podwójnych. W finale o 0,98 sekundy przegrali z osadą ZSRR, a o 1,41 sekundy pokonali osadę USA. Był to jego jedyny start olimpijski.
Nie zdobył medali mistrzostw świata i mistrzostw Europy.